# Balmaseda
Pour les articles homonymes, voir Balmaseda (homonymie).
Balmaseda en basque ou Valmaseda en espagnol est une commune de Biscaye dans la communauté autonome du Pays basque en Espagne.
Le nom officiel de la ville est Balmaseda.
Il s'agit du premier village de la province basque de Biscaye à avoir été fondée.

## Géographie
La municipalité de Balmaseda se trouve sur un terrain très accidenté, formé par le prolongement des monts d'Ordunte, aux sommets remarquables comme Kolitza, Canto, Terreros et la Garbea. Depuis ici la vallée descend vers la rivière Kadagua traversant des cimes comme les montagnes de Sabugal et le plateau des Tueros, ainsi que celui d'Arbalitza, à l'est. La rivière Kadagua forme une vallée étroite rejointe par les cours d'eau d'Acebo, Kolitza, Tueros et d'Angostura.

### Quartiers
Balmaseda est divisée selon les secteurs suivants :
Vieux quartier ou Alde Zaharra - c'est le noyau urbain de la ville formé par les anciennes rues médiévales réunies par des cantons. Ses quartiers sont Pandozales, Peñueco, Arbiz y Barrios, El Nocedal et Angostura

## Histoire
Malgré des traces de vie humaine dans le territoire depuis la préhistoire, les premières informations certaines de l'installation humaine datent de 24 janvier 1199, année de fondation de la ville de Balmaseda par un don de Lope Sánchez de Mena, seigneur de Bortedo, qui l'intègre au for (Fuero) de Logroño. Ce sera la première ville fondée dans la seigneurie de Biscaye. Les raisons fondamentales de la fondation de la ville ont été, le bon emplacement pour la construction d'une ville fortifiée entre les montagnes et la rivière, et les routes commerciales favorables entre la Castille et la Biscaye grâce à l'existence de l'ancienne chaussée romaine.
Pour cette raison, la ville de Balmaseda s'est transformée en place commerciale et douanière d'importance. Dans leurs cantons, on a créé des commerces, des industries artisanales, des forges, etc., ainsi qu'une importante communauté juive qui prospéra jusqu'à son expulsion.
En ouvrant une autre route commerciale par la ville d'Orduña, le commerce par Balmaseda diminue pendant le XVIIIe. La Guerra d'Independencia Guerre d'indépendance espagnole, les guerres carlistes, ainsi que la Guerre Civile espagnole ont énormément affecté Balmaseda pour son importance stratégique.
Malgré ceci, l'arrivée du chemin de fer et de l'industrialisation au début du XXe siècle marque une nouvelle étape économique à Balmaseda, Ferrocarril de la Robla, avec ses ateliers et ses services, emmène à Balmaseda des gens d'autres régions, qui subira un flot démographique important.
Avec de grands problèmes pour son développement urbain car elle manque d'espace, et avec les secteurs industriels en crise, Balmaseda essaye aujourd'hui de maintenir son importance sur la base d'une rénovation industrielle (Polígono le Páramo) et en développant une activité croissante dans les services, ainsi que le tourisme, par ses attraits des monuments et culturels.

## Économie
La base de l'économie de Balmaseda se concentre fondamentalement sur deux branches productives: le métal et le meuble. L'industrie du métal se spécialise dans la fonderie et les laminoirs, tandis que le meuble, tant l'artisanal, que le commercial, présente une grande tradition dans la ville. On connait cette commune comme Balmaseda, la ville du Meuble.

## Patrimoine

### Patrimoine civil
- Palais Horcasitas ou Buniel: édifié au XVIIe siècle, a été propriété de la famille Horcasitas et Aduana de Balmaseda.
- Palais Urrutia: de type classiciste, date du XVIIe siècle.
- Pont la Muza ou de Puente Viejo: pont d'entrée à la ville, roman, du XIIIe siècle.
- Maison Consistorial: bien que construit d'origine baroque (XVIIIe siècle) a subi diverses restaurations qui ont modifié son aspect.
- Fabrique de Bérets "l'Encartada"

### Patrimoine religieux
- Paroisse de Santo le Christ de San Severino: édifice gothique du XIVe ou XVe siècle.
- Église de San Juan: bien que le temple date du XVe siècle, sa tour est de 1732 et les porches du XIXe siècle.
- Monastère de Santa Clara: du XVIIe siècle, il a été restauré pour lui restituer son aspect original. C'est aujourd'hui un hôtel.
- Ermitage Saint-Sébastien et de San Roque: ermitage roman du XIIIe siècle.

## Culture populaire et célébrations
Tous les ans lors de la Semaine Sainte, Balmaseda célèbre sa Via Crucis Viviente, chemin de croix vivant joué par les habitants de la commune.

## Personnalités liées à la commune

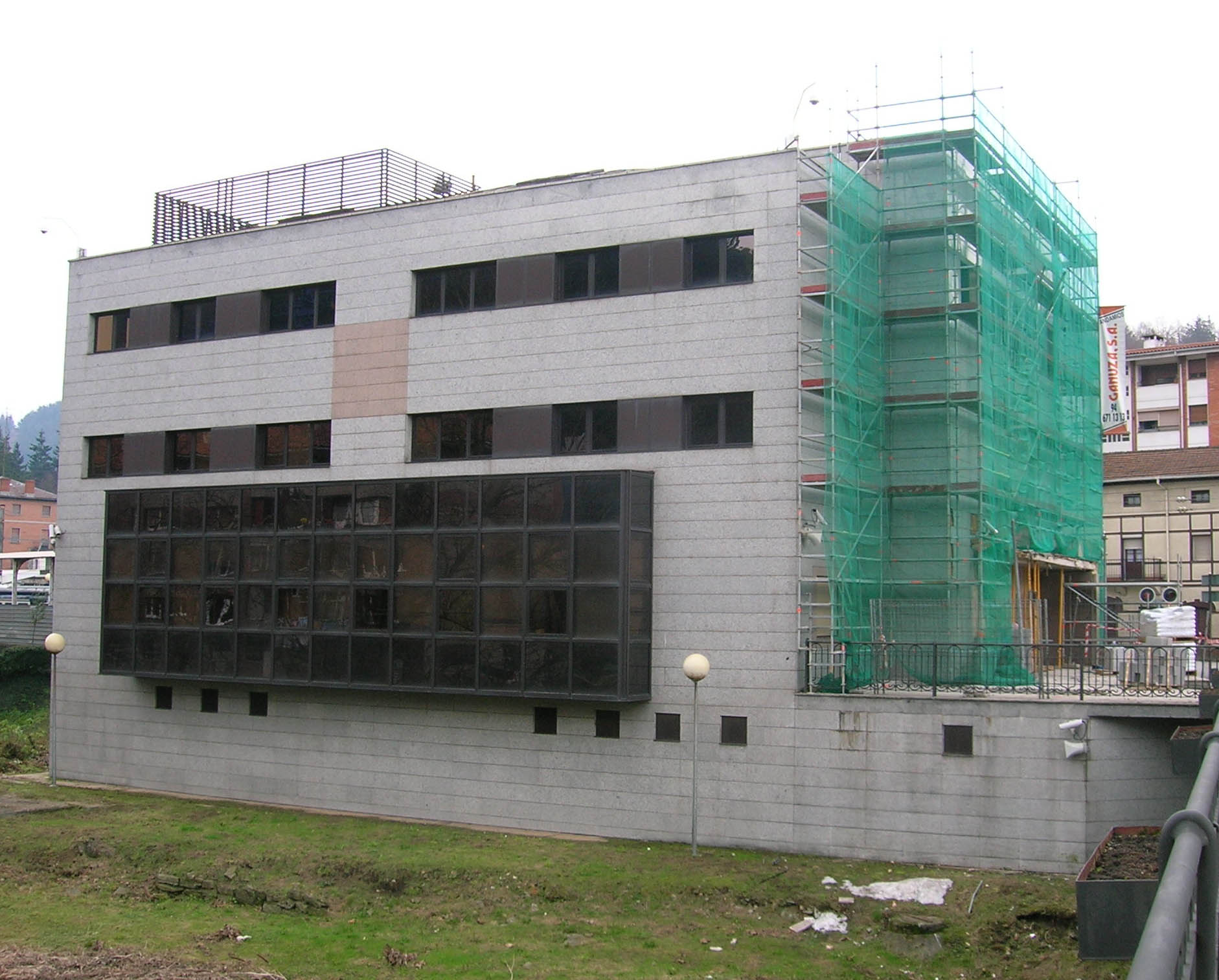
Palais de justice de Balmaseda.

- Juan Ortiz Balmaseda: prestataire de Biscaye et Justice d'Alava (s. XV)
- Enrique de Lucerga: militaire
- Lope Hurtado Salcedo: ambassadeur en Savoie et au Portugal. Gentilhomme de Chambre de Charles Ier d'Espagne et comptable de Juana la Loca.
- Pedro de Terreros: explorateur, a accompagné Christophe Colomb dans tous ses voyages.
- Sancho Hurtado la Puente: historien et juriste. 1561-1647
- Diego de Urrutia y de los Llanos: militaire et marin. Amiral de l'Armada Royale. 1562 - 1640.
- Severino Manzaneda y Zumalabe: gouverneur du Cuba 1644. XVIIe Siècle
- Manuel Antonio Horcasitas: conseiller de l'agriculture et trésorier général du Royaume 1758.
- Ramón Gil de la Cuadra: scientifique et de politicien. Il a été officiel du Secrétariat les Indes, de Ministre du Gouvernement et de l'Outre-mer, et sénateur et député dans diverses législatures. (1775-1860).
- Martín de los Heros e Hita: écrivain, militaire et politicien. Il a laissé un manuscrit sur l'histoire de Balmaseda. Il a été ministre du Gouvernement en 1835 et en 1840.
- Enrique Vedia y Goossens: écrivain, intellectuel et diplomate. Consul d'Espagne à Liverpool et Jérusalem. (1802-1863). Il a écrit des Mémoires sur l'histoire de Balmaseda.
- Juan de la Granja: commerçant, né à Balmaseda mais naturalisé mexicain, a été Consul Général du Mexique aux États-Unis et député du Congrès du Mexique. (1785-1853). Il a été l'introducteur du télégraphe au Mexique en 1849.
- Martín Mendía y Conde: commerçant et indien qui a fondé lEscuela Comercio et lAcademia de Dibujo à Balmaseda. 1841 - 1924
- Pío Bermejillo e Ibarra: Indien bienfaiteur de Balmaseda où il a fondé les Escuelas Municipales.
- Eusebio Abásolo « Vinagre »: novillero du XIXe siècle. Guérilléro vers 1874
- Marcelo Altamira Marañón : né en 1878, il a été pelotari de renommée internationale.
- Josefina Bolinaga (1880-1965), écrivaine de la Génération de 27.
- José Manuel Esnal (Mané) - entraineur de football, ex-formateur d'Alavés et de l'Athletic Bilbao, entre autres.

## Jumelages
- San Severino Marche (Italie)
- Balmaceda (Chili)

### Sources
- (es) Cet article est partiellement ou en totalité issu de l’article de Wikipédia en espagnol intitulé « Valmaseda » (voir la liste des auteurs).